# Adıyaman (prowincja)
Adıyaman – prowincja w południowo-wschodniej Turcji. Prowincja została wydzielona w 1954 z prowincji Malatya. Prowincja zajmuje 7337 km², zamieszkuje ją 632 148 osób (2021). Stolicą jest Adıyaman. Znaczną część mieszkańców prowincji stanowią Kurdowie.
Teren jest zamieszkiwany od najwcześniejszych czasów. Wiele cywilizacji osiadało tutaj. Z tych względów istnieje wiele miejsc o znaczeniu historycznym przyciągających turystów i archeologów. Znajduje się tutaj Nemrut, główna tutejsza atrakcja turystyczna, odwiedzana ze względu na kolekcję posągów zbudowanych przez Antiocha Theosa, króla Kommageny. Dojechać można przez Kahtę.

## Dystrykty
Prowincja Adıyaman jest podzielona na 9 dystryktów:
- Adıyaman (główny dystrykt)
- Besni
- Çelikhan
- Gerger
- Gölbaşı
- Kahta
- Samsat
- Sincik
- Tut